# Creed & Company
Creed & Company (eigentlich: Creed and Company Limited, kurz: Creed & Co. Ltd.) war ein britisches Telekommunikationsunternehmen mit Sitz in London-Croydon. Es leistete Pionierarbeit auf dem Gebiet der Fernschreibtechnik. Während des Zweiten Weltkriegs fertigte es die britischen Typex-Maschinen. Dabei handelte es sich um Rotor-Schlüsselmaschinen ähnlich den deutschen Enigma-Maschinen.

## Geschichte

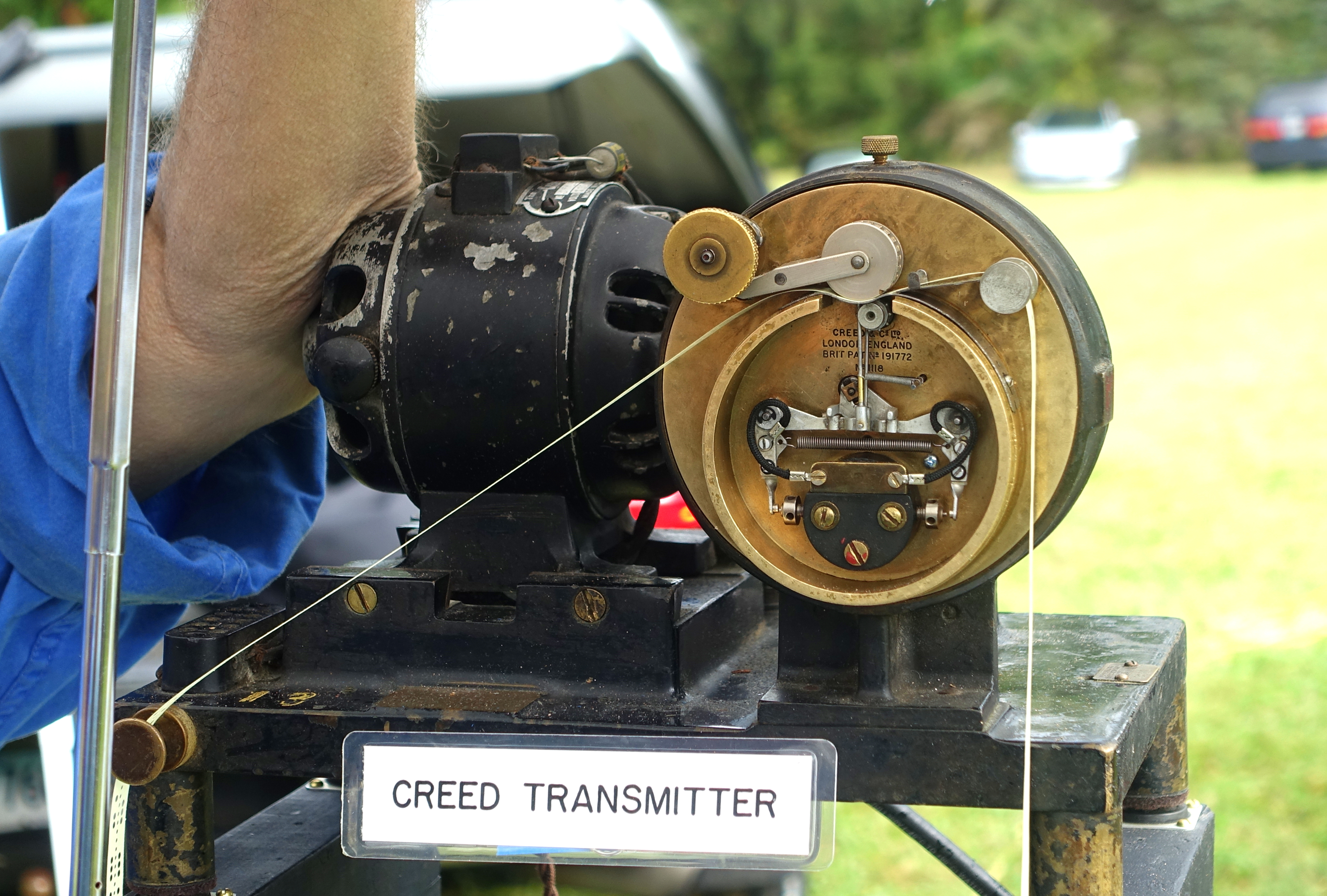
Früher Schreibtelegraf von Creed & Co. Ltd.

Im Jahr 1912 gründeten der nach Großbritannien ausgewanderte kanadische Erfinder und Unternehmer Frederick George Creed (1871–1957) und der dänische Telegrafie-Ingenieur Harald Bille (1879–1916) das Unternehmen unter der Firma „Creed, Bille & Company Limited“. Firmensitz war zunächst die Selsdon Road im Süden des Londoner Stadtbezirks Croydon. Zweck war die Entwicklung und Fertigung von Geräten zur Nachrichtenübertragung, speziell eines von Creed bereits 1897 ersonnenen Morsestanzers, eines Automaten, ähnlich einem Fernschreiber, zum Stanzen von Lochstreifen für den damals sehr gebräuchlichen Morsecode. Damit konnte das Senden von Nachrichten gegenüber der üblichen von Hand betriebenen Morsetelegrafie wesentlich beschleunigt werden.

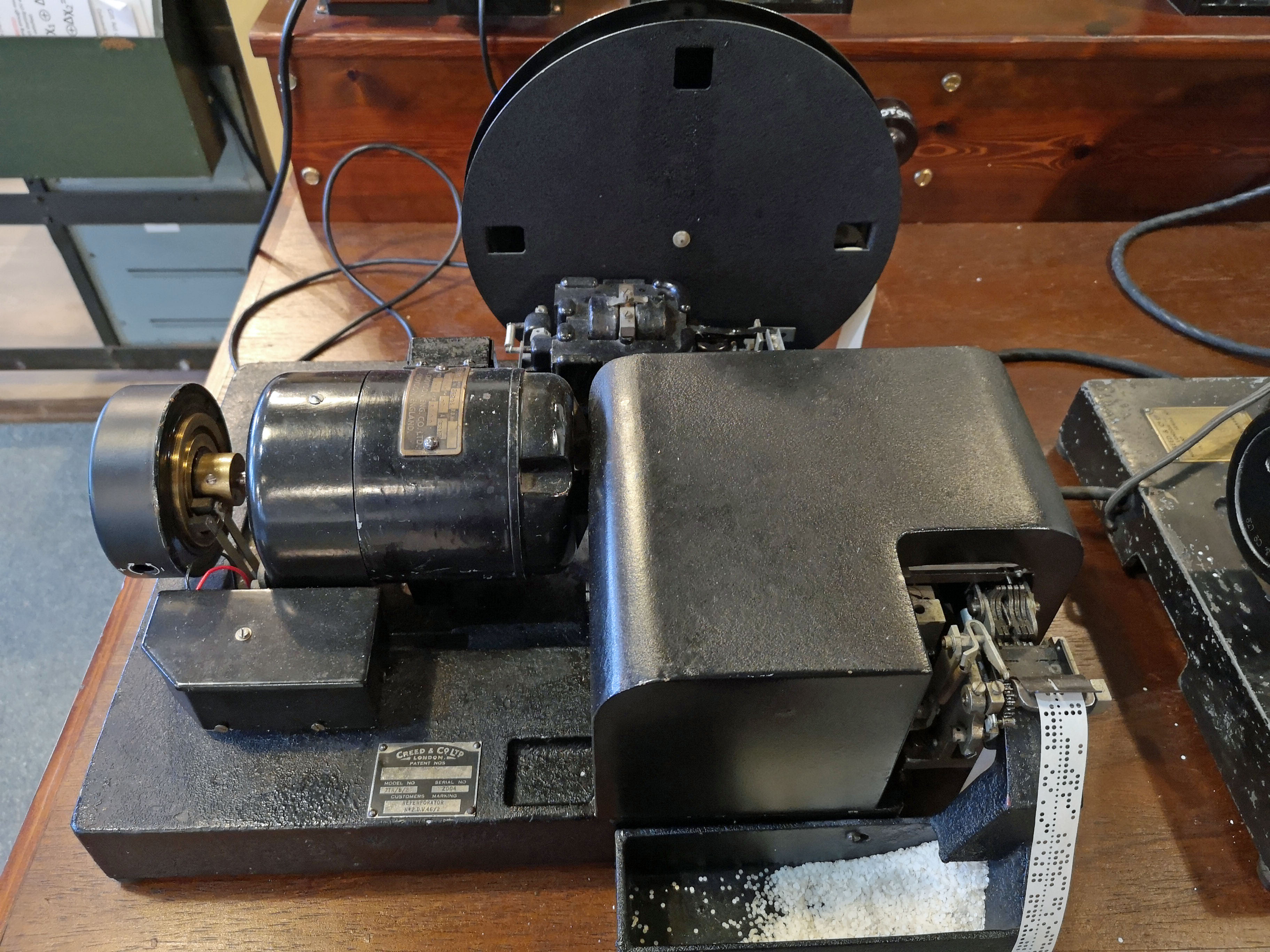
Ein weiterentwickelter „Reperforator“ Model 7TR/B/2 für einen späteren Fernschreiber

Zur Vervollständigung des Datenübertragungssystems diente ein „Reperforator“, der die empfangenen Morsezeichen in einen Lochstreifen stanzte, sowie ein Drucker, der, vom Lochstreifen gesteuert, ähnlich wie ein Schreibtelegraf, die Nachricht im Klartext auf ein Papierband druckte. So entstand das Creed High Speed Automatic Printing Telegraphy System („Creed Hochgeschwindigkeits-Telegrafiesystem mit automatischem Druck“).
Im Jahr 1915 reichten die ursprünglichen Räumlichkeiten in der Selsdon Road nicht mehr aus. Deshalb verlegte das Unternehmen seinen Sitz etwa zwei Kilometer weiter nach Norden an den heutigen Standort des Telegraph House in East Croydon. Nur ein Jahr später, im Jahr 1916, verunglückte der damalige Geschäftsführer Harald Bille bei einem Eisenbahnunfall tödlich. Sein Nachname wurde aus dem Firmennamen getilgt und es entstand die heutige Bezeichnung für das Unternehmen. Im Jahr 1928 wurde es von der International Telephone and Telegraph Corporation (ITT Inc.) übernommen, blieb aber weiter unter seinem eigenen Namen bekannt.

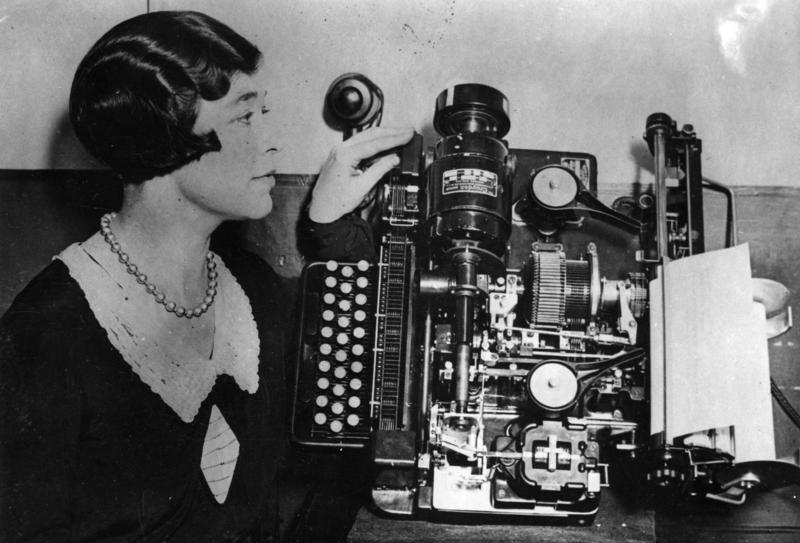
Fernschreiber Model 7 Teleprinter von Creed (1931)

Es spezialisierte sich auf die Entwicklung von Fernschreibern und in den folgenden Jahrzehnten entstand eine Vielzahl von Produkten:
- Creed model 6S (Lochstreifenleser)
- Creed model 7 (Fernschreiber, 1931)
- Creed model 7B (Fernschreiber)
- Creed model 7E (Fernschreiber)
- Creed model 7/TR (Reperforator)
- Creed model 54 (Fernschreiber, 1954)
- Creed model 75 (Fernschreiber, 1958)
- Creed model 85 (druckender Reperforator, 1948)
- Creed model 86 (druckender Reperforator)
- Creed model 444 (Fernschreiber, 1966)

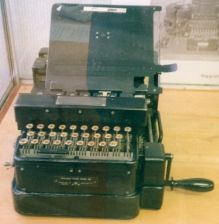
Modell Mk III der von Creed gefertigten Schlüsselmaschine Typex

Bereits vor dem Zweiten Weltkrieg wurden auch Typex-Maschinen hergestellt, das britische Pendant zur deutschen Enigma-Maschine. Dabei handelte es sich in der Tat um einen Nachbau der deutschen Maschine, wobei Enigma-Patente verletzt wurden, die vom deutschen Rechteinhaber  „Heimsoeth & Rinke“ (H&R) beziehungsweise dessen Vorläuferin, der Chiffriermaschinen AG (ChiMaAG), auch im Vereinigten Königreich angemeldet worden waren und dort Gültigkeit hatten. Es waren also faktisch illegale Nachbauten, die überdies von den Briten kryptographisch wesentlich verbessert worden waren und so ihrem deutschen Vorbild entscheidend überlegen waren.
Die Folge war, dass während des Krieges die Briten zwar deutsche Enigma-Funksprüche brechen konnten (siehe auch: Kryptanalyse der Enigma), aber die Deutschen es niemals schafften, britische Typex-Sprüche zu entziffern. Im Gegenteil, die Briten nutzten die Typex nicht nur zur sicheren Verschlüsselung ihres eigenen militärischen Nachrichtenverkehrs, sondern darüber hinaus auch als Hilfsmittel bei der Entschlüsselung des deutschen Nachrichtenverkehrs. Bis Dezember 1942 hatte Creed & Co. 2292 Stück der Typex ausgeliefert. Im Jahr 1943 folgten 3050 weitere Maschinen.
In den Nachkriegsjahren kam es zu neuerlichen Erweiterungen der Firmenstandorte in Croydon. So gab es Umzüge im Jahr 1946 an den Purley Way, dann 1950 an den Progress Way und schließlich 1956 in das Progress House. Im selben Jahr eröffnete Creed & Co. Ltd. eine weitere Nebenstelle in der Grafschaft West Sussex in der Stadt Burgess Hill.